# Douglas Booth
Cet article possède un paronyme, voir Douglas Allen Booth.
Pour les articles homonymes, voir Booth.
Douglas Booth, né le 9 juillet 1992 à Greenwich dans le Grand Londres, est un acteur britannique.
Il se fait connaitre du public britannique en incarnant Boy George dans le téléfilm Karma Caméléon (Worried About the Boy) de Julian Jarrold en 2010, puis l'orphelin Pip dans la mini-série Les Grandes Espérances (Great Expectations) en 2011. Il est ensuite à l'affiche de plusieurs films tels que Roméo et Juliette (Romeo and Juliet) de Carlo Carlei en 2013, Noé (Noah) de Darren Aronofsky et The Riot Club de Lone Scherfig en 2014, et Jupiter : Le Destin de l'univers (Jupiter Ascending) de Lana et Andy Wachowski en 2015.

## Biographie

### Enfance et formation
Douglas Booth nait dans le borough royal de Greenwich, dans le Grand Londres, et grandit à Blackheath avant de déménager à Sevenoaks dans le Kent à l'âge de dix ans,. Sa mère et sa sœur sont des artistes, et son père est un ancien directeur exécutif des branches de financement du transport maritime de Citigroup et de la Deutsche Bank,. Ses grands-parents sont des immigrés originaires d'Espagne et des Pays-Bas.
Douglas Booth étudie à la Solefield School à Sevenoaks dans le Kent, où il s'initie à la trompette. Il fréquente ensuite la Bennett Memorial Diocesan School (en) à Tunbridge Wells, puis la Lingfield Notre Dame School (en) à Lingfield dans le Surrey. Durant sa jeunesse, il souffre d'une sévère dyslexie : « Je comprenais difficilement des choses très simples en mathématiques et je finissais par être puni. Personne ne comprenait que je luttais pour lire et écrire. C'était dur ».
À l'âge de douze ans, il fait ses premiers pas en tant qu'acteur en jouant dans Agamemnon, la première pièce de la trilogie  Orestie d'Eschyle. Il intègre la Guildhall School of Music and Drama à Londres à treize ans, la National Youth Theatre à quatorze, et signe avec l'agence Curtis Brown (en) à quinze. Pour se consacrer à sa carrière d'acteur, il décide d'arrêter ses études et renonce à obtenir un A-level en art dramatique, médias et littérature anglaise.

### Carrière

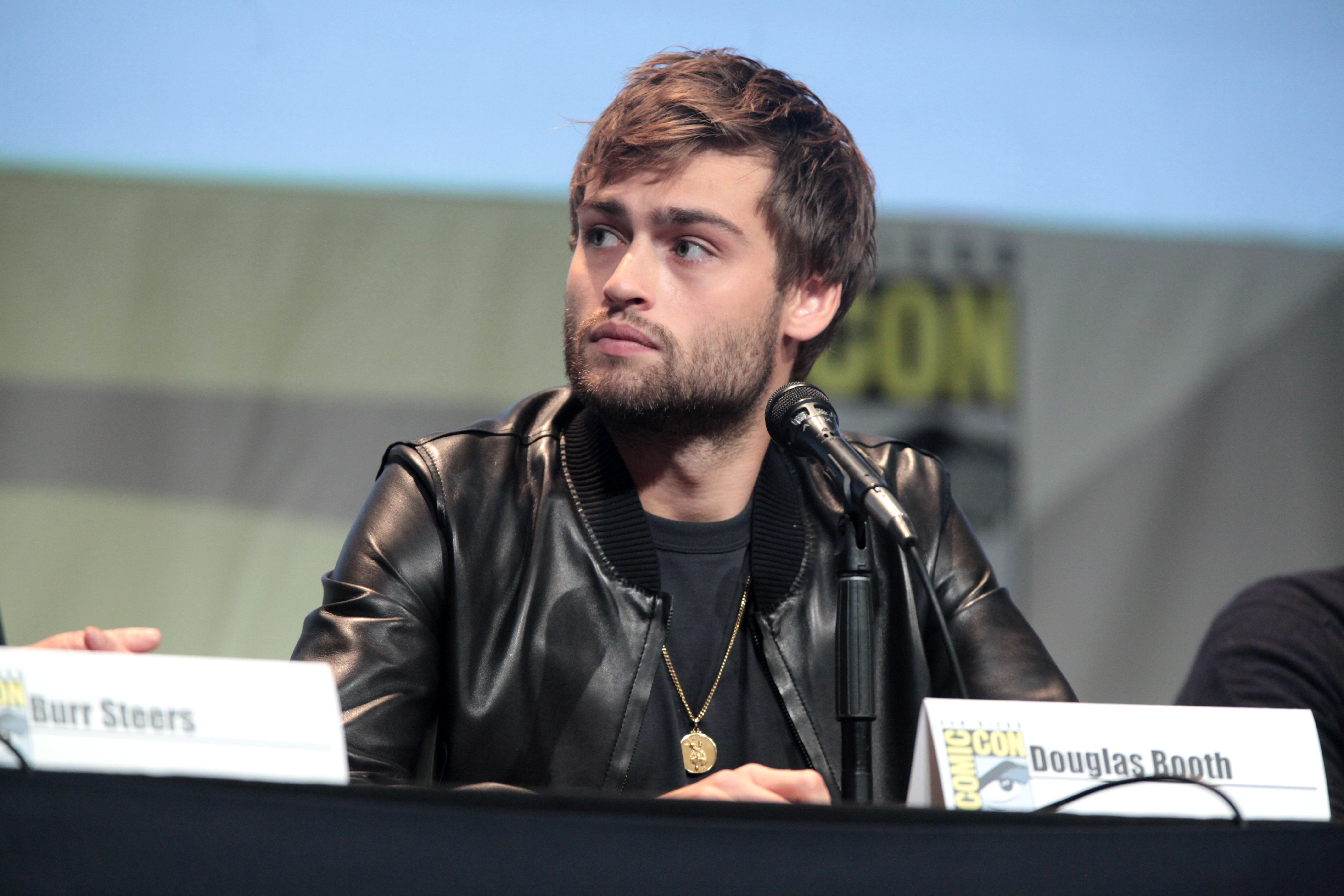
Douglas Booth au Comic-Con de San Diego en 2015.

En 2009, âgé de seize ans, il fait ses débuts au cinéma dans le film d'aventure Le Secret de Green Knowe (From Time to Time) de Julian Fellowes aux côtés de Maggie Smith et Timothy Spall. Au même moment, il est choisi comme mannequin de la nouvelle campagne de la marque de luxe britannique Burberry en compagnie de l'actrice Emma Watson.
En 2010, il se fait connaitre en interprétant Boy George dans le téléfilm Karma Caméléon (Worried About the Boy) de Julian Jarrold diffusé sur la chaîne BBC Two. Pour ce rôle, il se rase les sourcils et passe cinq heures par jour au maquillage. Il passe du temps avec Boy George lui-même et lui emprunte ses vêtements. Son interprétation lui vaut des critiques enthousiastes. La même année, il apparait dans la mini-série germano-canadienne Les Piliers de la terre (The Pillars of the Earth), puis l'année suivante, dans le téléfilm britannique Christopher et Heinz (Christopher and His Kind) où il joue le petit-ami du personnage Christopher Isherwood incarné par l'acteur Matt Smith.
En 2011, il obtient son premier grand rôle dans la mini-série Les Grandes Espérances (Great Expectations), une adaptation du roman éponyme de Charles Dickens diffusée à Noël sur la BBC. Il incarne l'orphelin Pip aux côtés des acteurs Gillian Anderson, Ray Winstone et David Suchet,. La série est un succès, en partie grâce à Douglas Booth, mais certains critiques jugent ce dernier trop beau pour le rôle.
En 2012, il joue dans la comédie américaine LOL USA, remake du film français LOL de la même réalisatrice Lisa Azuelos, aux côtés de Miley Cyrus et Demi Moore. L'année suivante, il incarne Roméo dans le Roméo et Juliette (Romeo and Juliet) de Carlo Carlei, face à Hailee Steinfeld en Juliette.
Douglas Booth choisit ensuite de « travailler avec des réalisateurs intéressants », et refuse un rôle dans une grosse franchise pour jeunes adultes. En 2014, il joue Sem, le fils de Noé, aux côtés de Russell Crowe et Emma Watson dans le péplum Noé (Noah) de Darren Aronofsky, librement inspiré de l'histoire de l'arche de Noé. Il apparait également dans The Riot Club de Lone Scherfig, l'histoire d'un cercle fermé et secret de l'université d'Oxford réservé à l'élite britannique, inspiré du réel Bullingdon club. L'année suivante, en 2015, il joue un alien dans Jupiter : Le Destin de l'univers (Jupiter Ascending) de Lana et Andy Wachowski, avec Mila Kunis, Channing Tatum et Eddie Redmayne.
En 2015, il revient à la télévision pour jouer le charmant playboy Anthony Marston dans la mini-série de la BBC And Then There Were None, adaptée du roman Ils étaient dix d'Agatha Christie.
En 2016, il est à l'affiche du film Orgueil et Préjugés et Zombies (Pride and Prejudice and Zombies) de Burr Steers, tirée du roman parodique Orgueil et Préjugés et Zombies de Seth Grahame-Smith.

### Vie privée
De 2012 à 2013, il a fréquenté l'actrice britannique Vanessa Kirby.
Depuis juillet 2016, il est en couple avec l'actrice britannique Bel Powley, rencontrée sur le tournage de Mary Shelley. Ils se sont mariés  le 28 octobre  2023.

## Filmographie

### Longs métrages
- 2006 : Hunters of the Kahri d'Ali Paterson : Sagar
- 2009 : Le Secret de Green Knowe (From Time to Time) de Julian Fellowes : Sefton
- 2012 : LOL USA de Lisa Azuelos : Kyle
- 2013 : Roméo et Juliette (Romeo and Juliet) de Carlo Carlei : Roméo Montaigu
- 2014 : Noé (Noah) de Darren Aronofsky : Sem
- 2014 : The Riot Club de Lone Scherfig : Harry Villiers
- 2014 : Géographie du cœur malchanceux de David Allain et Alexandra Billington : Sean (segment Londres)
- 2015 : Jupiter : Le Destin de l'univers (Jupiter Ascending) de Lana et Andy Wachowski : Titus Abrasax
- 2016 : Orgueil et Préjugés et Zombies (Pride and Prejudice and Zombies) de Burr Steers : Mr Bingley
- 2016 : Golem, le tueur de Londres (The Limehouse Golem) de Juan Carlos Medina : Dan Leno
- 2017 : La Passion van Gogh (Loving Vincent) de Dorota Kobiela et Hugh Welchman : Armand Roulin
- 2017 : Mary Shelley d'Haifaa al-Mansour : Percy Bysshe Shelley
- 2019 : The Dirt de Jeff Tremaine : Nikki Sixx
- 2020 : Mon année à New York (My Salinger Year) de Philippe Falardeau : Don
- 2024 : Shoshana de Michael Winterbottom : Tom Wilkin
- 2025 : The Way of the Wind de Terrence Malick

### Courts métrages
- 2015 : Sweat de David Allain

### Téléfilms
- 2010 : Karma Caméléon de Julian Jarrold (Worried About the Boy) de Julian Jarrold : Boy George
- 2011 : Christopher et Heinz (Christopher and His Kind) de Geoffrey Sax : Heinz Neddermayer

### Séries télévisées
- 2010 : Les Piliers de la terre (The Pillars of the Earth)  : Eustache IV de Boulogne jeune (8 épisodes)
- 2011 : Les Grandes Espérances (Great Expectations)  : Pip (3 épisodes)
- 2012 : In Love with Dickens (mini-série) : Hamm (1 épisode)
- 2015 : Agatha Christie : Dix Petits Nègres (mini-série) : Anthony Marston (saison 1, épisode 1)
- 2022 : That Dirty Black Bag : Red Bill
- 2025 : Sandman : Cluracan